# Werner Rüger (Geodät)
Werner Edmund Rüger (* 14. Januar 1912 in Dresden; † 11. September 2006 ebenda) war ein deutscher Vermessungsingenieur und Hochschullehrer. Von 1968 bis 1988 war er Vorsitzender der Gesellschaft für Photogrammetrie in der DDR.

## Leben und Werk
Werner Rüger besuchte das König-Georg-Gymnasium in Dresden und studierte anschließend mit der Promotion zum Dr.-Ing. 1955 wurde er nach seiner Habilitierung Dozent an der Bergakademie Freiberg und kommissarischer Leiter des Instituts für Geodäsie und Landeskulturtechnik. 1958 wurde er dort mit der Wahrnehmung einer Dozentur mit Lehrauftrag für Geodäsie und Vermessungswesen beauftragt. 1968 wechselte er an die Technische Universität Dresden. Hier erhielt er den Lehrstuhl für Photogrammetrie und wurde später Direktor der Sektion Geodäsie und Kartographie der TU Dresden.
Im September 1970 wurde er zum Vorsitzenden der Gesellschaft für Photogrammetrie in der DDR gewählt und behielt diese Funktion bis 1988. Zwischenzeitlich war 1978 seine Emeritierung an der TU Dresden erfolgt.

## Schriften (Auswahl)
- Möglichkeiten und Grenzen der Anwendung der Photogrammetrie im Bergbau. Deutscher Verlag für Grundstoffindustrie, Leipzig 1963.
- (Mitautor): Photogrammetrie. 3. Aufl., Berlin 1973.